# Театр вух
Театр вух — перший аудіотеатр в Україні та платформа для талановитих письменників, поетів, музикантів. Концепція театру полягає в тому, що у всіх глядачів протягом вистави зав'язані очі, таким чином формується специфічний арт-простір, в якому нема місця упередженню чи стереотипам, значення має лише творчий продукт.

## Історія
Організатор дійства Ірина Фінгерова зізналася, що задумала новий жанр спонтанно. "Якщо не лукавити, то, звичайно, я створювала ідеальні декорації для себе самої, так як мені теж хотілося виступити", - розповіла письменниця. І додала, що "Театр вух" позиціонує себе як аудіотеатр, який працює в двох форматах: літературно-музичний (поезія, проза, музика - все авторське) і цілісний аудіоспектакль.

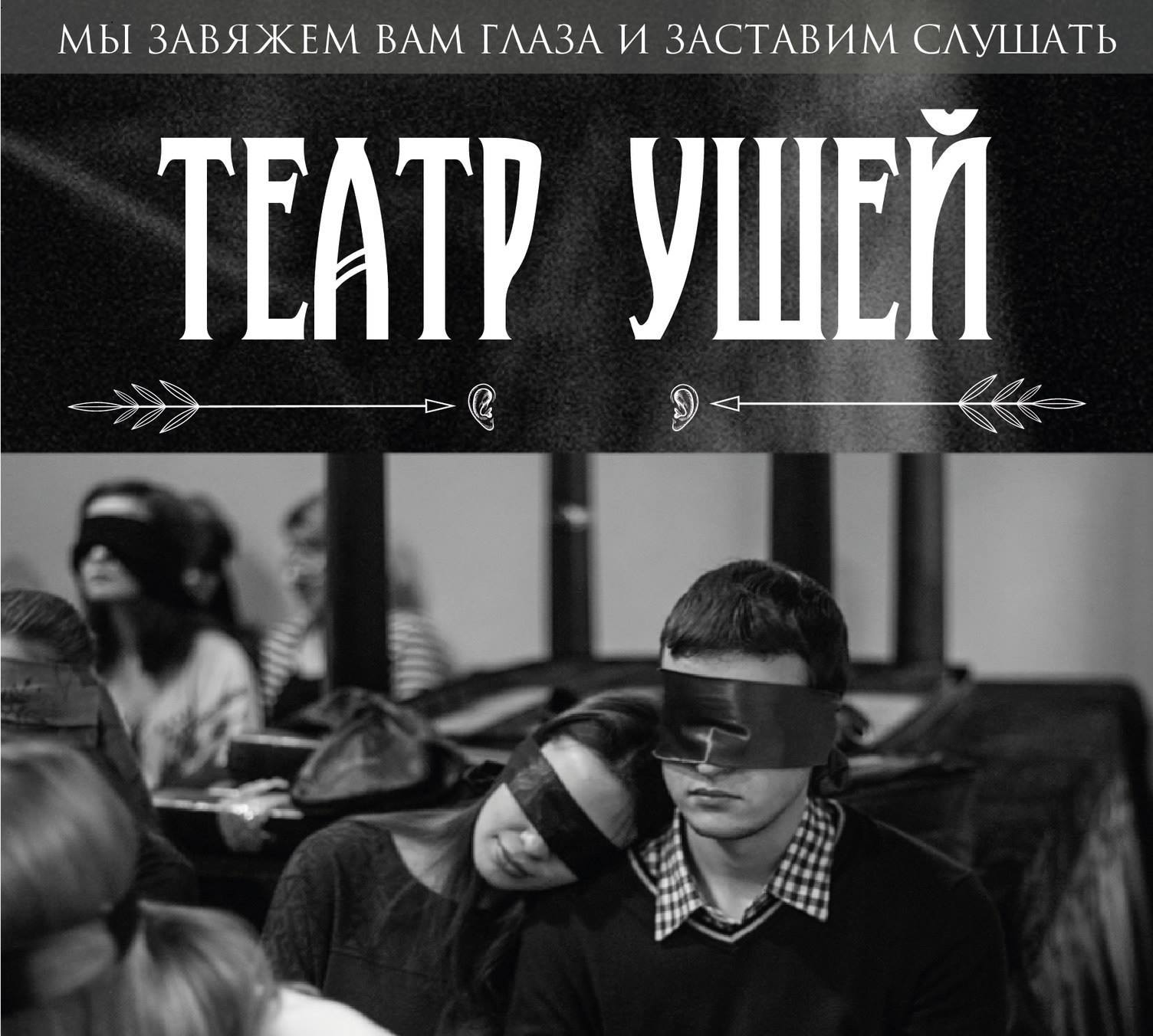

## Формат заходу
Тут немає обмежень за способом вираження, немає дрес-кодів, партеру, бельетажу і декорацій, пишних костюмів акторів і гучних імен постановників. Глядачам пропонують трансформувати своє визначення «театр». У «Театрі вух» всього кілька правил: не спізнюватися і своїми діями/девайсами не порушувати звукову цілісність заходу.  Вистава триває близько 60 хвилин.

## Досягнення

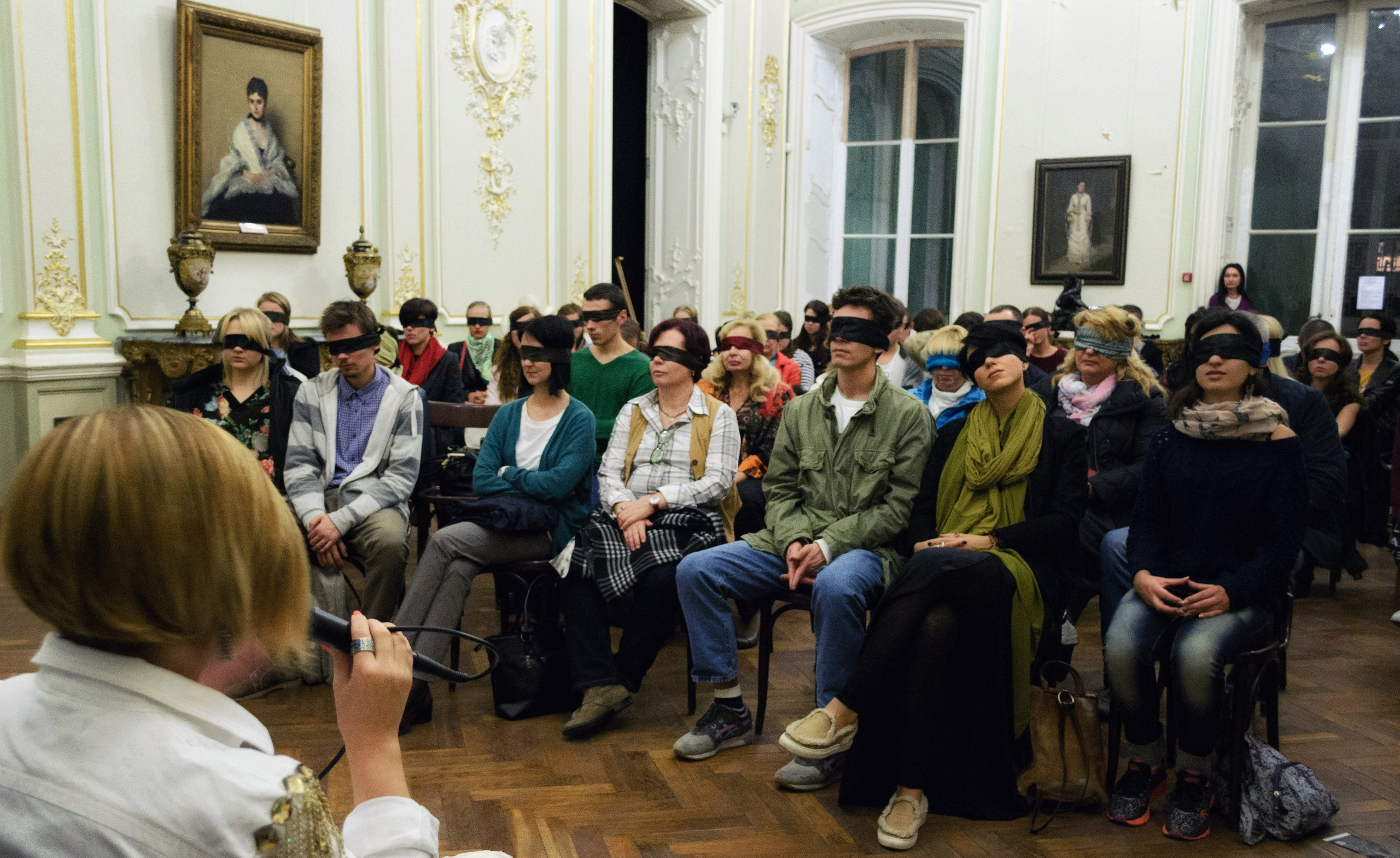
Вечір Лесі Мудрак в Музеї західного і східного мистецтва

- Міжнародний літературно-музичний фестиваль "Театр вух global" (за інформаційної підтримки міністерства культури України, Всесвітнього клубу одеситів і участю письменників і музикантів з України, Росії, Німеччини, Польщі, Іспанії, Ізраїлю, Франції). Спеціальний гість - Любко Дереш.[4]
- Благодійний вечір на підтримку проекту для сліпих дітей. Спеціальний гість - Тарас Прохасько. [5]
- Участь у програмі міжнародного книжкового ярмарку «Зелена хвиля»[6]
- Участь у міжнародному літературно-музичному фестивалі «Провінція біля моря» в місті Чорноморськ. [7]
- Участь у «Форумі видавців» як літературний проект.[8]
- Участь у літературному форумі «Кам'яний острів», м.Кам'янець-Подільський.[9]
- Участь у мистецькому фестивалі Ї, м. Тернопіль